# Gino Calò
Gino Calò (?, 1925) fou un baix-baríton italià.
Actiu a Sicília i Itàlia, i sobretot a Gènova, la dècada del 1960 i 1970, anys en què també va actuar al Gran Teatre del Liceu de Barcelona.